# Passiflora lanceolata
Passiflora lanceolata (Mast.) Harms – gatunek rośliny z rodziny męczennicowatych (Passifloraceae Juss. ex Kunth in Humb.). Występuje endemicznie w Peru.

## Morfologia
PokrójZdrewniałe, trwałe, owłosione liany.
LiścieLancetowate, skórzaste. Mają 4–8 cm długości oraz 1–1,5 cm szerokości. Całobrzegie, ze spiczastym wierzchołkiem. Ogonek liściowy jest owłosiony i ma długość 5–15 mm. Przylistki są skrzydlate, mają 10–15 mm długości.
KwiatyPojedyncze. Działki kielicha są podłużne, mają 3–3,5 cm długości. Płatki są podłużne, mają 3 cm długości.